# IPhone 15
L'iPhone 15 i l'iPhone 15 Plus són telèfons intel·ligents dissenyats, desenvolupats i comercialitzats per Apple Inc. Són els iPhones de la dissetena generació, succeint l'iPhone 14 i l'iPhone 14 Plus. Els dispositius es van anunciar el 12 de setembre de 2023, durant l'esdeveniment d'Apple a l'Apple Park de Cupertino, Califòrnia, juntament amb els productes insígnia iPhone 15 Pro i Pro Max de preu més elevat. Les comandes anticipades van començar el 15 de setembre de 2023 i estaran disponibles el 22 de setembre de 2023.

## Història
El 2021, la Comissió Europea va començar a considerar una proposta per obligar USB-C a tots els dispositius de la Unió Europea, inclosos els iPhones. L'analista d'Apple Ming-Chi Kuo va afirmar que Apple deixaria el seu connector Lightning patentat el 2023. En el moment d'aquestes afirmacions, Apple estava considerant canviar a USB-C a causa de la probabilitat que la proposta de la UE passés. La proposta es va convertir en llei l'octubre de 2022, convertint-se en la Directiva d'equips de ràdio. Apple va confirmar que compliria amb les regulacions de la Unió Europea aquell mes.

## Especificacions

### Maquinari

#### Pantalla
L'iPhone 15 inclou una 6.1-polzada (155 mm) amb tecnologia Super Retina XDR OLED amb una resolució de 2556×1179 píxels i una densitat de píxels d'uns 460 PPI. L'iPhone 15 Plus inclou una 6.7-polzada (170 mm) amb la mateixa tecnologia amb una resolució de 2796×1290 píxels i una densitat de píxels d'uns 460 PPI. Tots dos models tenen la pantalla OLED Super Retina XDR amb una brillantor típica millorada de fins a 1.000 nits, una brillantor màxima (HDR) de fins a 1.600 nits i una brillantor màxima (exterior) de fins a 2.000 nits. La funció Dynamic Island ara és estàndard a l'iPhone 15, substituint l'osca de la pantalla.

#### Disseny
L'iPhone 15 i l'iPhone 15 Plus estaran disponibles en cinc colors nous: blau, rosa, groc, verd i negre.
| Color | Nom   |
| ----- | ----- |
|       | Blau  |
|       | Rosa  |
|       | Groc  |
|       | Verd  |
|       | Negre |

#### Velocitats de càrrega i transferència
L'iPhone 15 i l'iPhone 15 Plus utilitzaran USB-C amb velocitats de transferència USB 2.0 (est. fins a 480 Mb/s o 60 MB/s), mentre que l'iPhone 15 Pro i l'iPhone 15 Pro Max tenen velocitats més ràpides de transferència USB 3.2 Gen 2 (est. fins a 10 Gb/s o 1,25 GB/s).

#### Sortida de vídeo
Tots els models d'iPhone 15 tenen compatibilitat amb el mode alternatiu DisplayPort mitjançant sortida de vídeo USB-C amb HDR fins a una resolució de 4K.
Els models d'iPhone anteriors (des de l'iPhone 5 fins a l'iPhone 14) tenien una resolució màxima compatible de 1600 x 900 (una mica menys de 1080p) amb l'adaptador Lightning Digital AV a causa de les limitacions tècniques del connector Lightning.

#### Bateria
L'iPhone 15 Plus ofereix als usuaris fins a 26 hores de reproducció de vídeo i fins a 100 hores de reproducció d'àudio, i l'iPhone 15 ofereix una mica menys, amb fins a 20 hores de reproducció de vídeo i fins a 80 hores de reproducció d'àudio.